# Suchitra Mitra

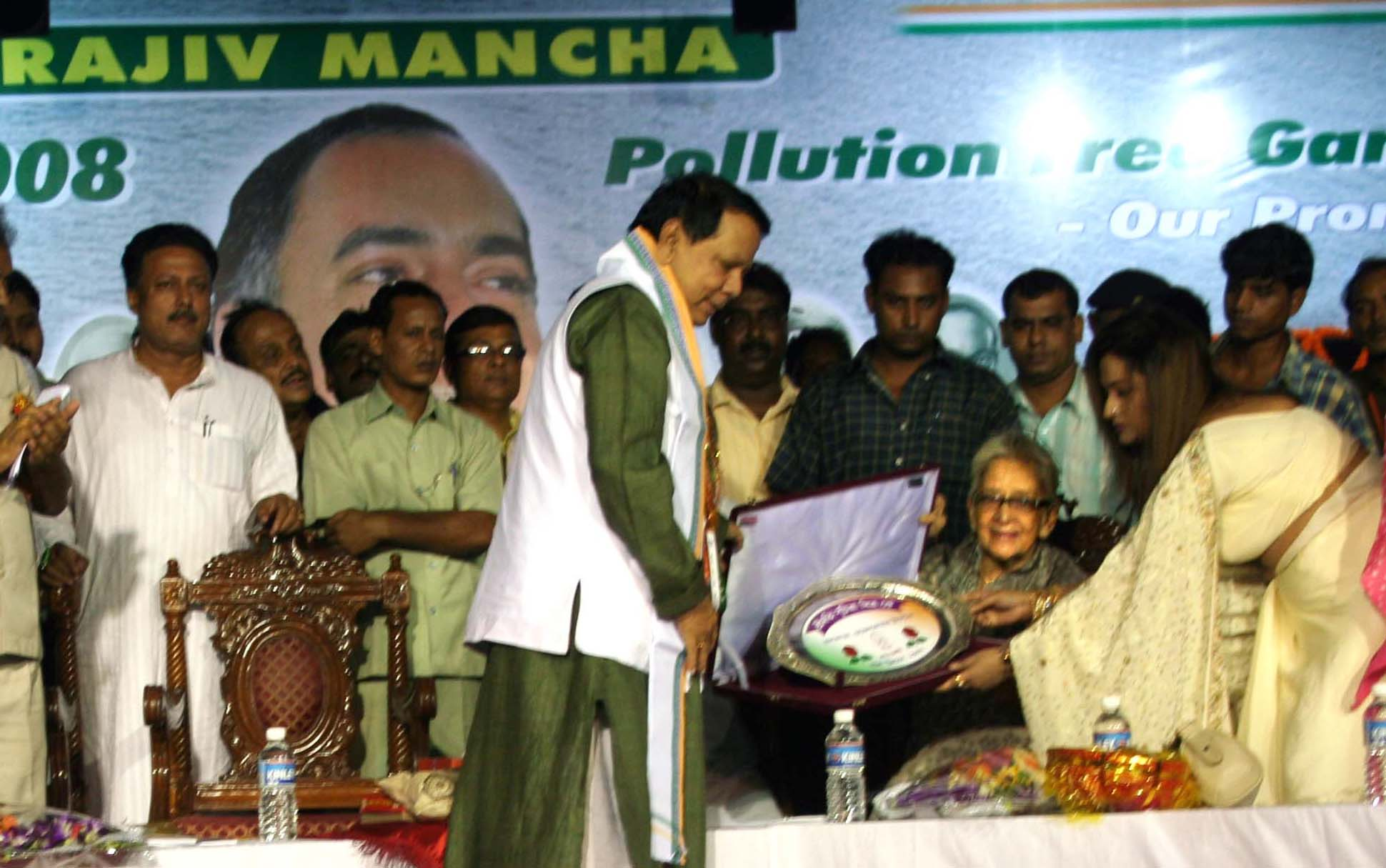
Suchitra Mitra

Suchitra Mitra (19 de setembro de 1924 - 3 de janeiro de 2011) foi uma cantora e compositora indiana.